# Manuel Castellano
Manuel Castellano Castro (* 27. März 1989 in Aspe) ist ein spanischer Fußballspieler. Seit 2017 spielt er für CA Osasuna in der spanischen zweiten Liga.

## Karriere
„Lillo“ Castellano begann seine Karriere beim FC Valencia. 2007 spielte er erstmals für die Drittligamannschaft. 2007 stieg er in die vierte Liga ab. Nach dem Wiederaufstieg in die dritte Liga 2008 wurde er an den Zweitligisten Real Murcia ausgeliehen. Sein Debüt gab er am 1. Spieltag 2008/09 gegen Rayo Vallecano. Nach seiner Rückkehr nach Valencia gab er am 27. Spieltag 2009/10 gegen die UD Almería sein Erstligadebüt. 2010 wechselte er zum Ligakonkurrenten UD Almeriá. 2011 stieg er in die zweite Liga ab. 2012 wechselte er zum Drittligisten CD Alcoyano. 2013 wechselte er zum Zweitligisten SD Eibar. 2014 stieg er in die erste Liga auf.
Im Sommer 2016 wechselte er zum Ligakonkurrenten Sporting Gijón., im Jahr darauf nach Osasuna. Zweieinhalb erfolgreiche Jahre später versuchte er sich in Israel bei Maccabi Haifa, war aber nach nur einem Einsatz etwas mehr als 7 Monate später wieder zurück und unterzeichnete bei CD Numancia. 2021 schließlich stand er wieder für CD Alcoyano auf dem Rasen.